# ACTL8
ACTL8 ‏ (Actin-like 8) هوَ بروتين يُشَفر بواسطة جين ACTL8 في الإنسان.